# Lonchoptera africana
Espèce
Lonchoptera africana est une espèce de diptères.

## Description
Dans sa description originale, l'auteur indique que l'holotype de Lonchoptera africana, une femelle, mesure 3,2 mm. 

## Publication originale
- (en) C. F. Adams, « Diptera Africana, I », University of Kansas Science Bulletin, vol. 3,‎ 1905, p. 149–208 (ISSN 0022-8850, DOI 10.5962/BHL.PART.8100, lire en ligne).